# Lupus-TR-3b
Lupus-TR-3b es un planeta extrasolar que orbita la estrella Lupus-TR-3 (una estrella de secuencia principal del tipo K a aproximadamente 8.950 años-luz de distancia en la constelación de  lupus). El planeta fue descubierto en 2007 por personal del Centro Harvard-Smithsoniano de Astrofísica observado en el observatorio de Siding Spring en Australia, por el método del Tránsito.
El planeta tiene una masa de 0,81 ± 0,18 MJúpiter, un radio de 0,89 ± 0,07 MJúpiter y tiene una densidad de 1,4 g / cm ³. Este planeta es un típico "Júpiter caliente a medida que orbita a una distancia de 0.0464 UA de la estrella, teniendo una órbita de 3,9 días.